# Az Őrök Tanácsa
Az Őrök Tanácsa (más néven Őrzők Tanácsa vagy Alkotmányos Tanács) egy kinevezett és alkotmányosan felhatalmazott 12 tagú tanács, az alkotmánybírósághoz hasonló, amely jelentős hatalommal és befolyással bír az Iráni Iszlám Köztársaságban.

## Bevezetése és története
Hasonló szervezet a spártai ephoroszok lehettek, akik felügyelték a spártai államot és megakadályozták a lehetséges összeesküvéseket az államforma ellen.
Iránban 1979 márciusában országos népszavazást tartottak az „Iszlám Köztársaság, igen vagy nem” kérdéssel. A szavazók mintegy 98,2 százaléka mondott „igen”-t. Ezt követően az 1906-os iráni alkotmányt érvénytelennek nyilvánították, és egy új alkotmányt dolgoztak ki az Iszlám Köztársaság létrehozására, amelyet népszavazáson ratifikáltak ugyanazon év decemberének első hetében.

### Segítő tudományos szervezete
Az iráni Alkotmánytanács (Örök Tanácsa) Kutatóintézetét 2000-ben hozták létre. Interdiszciplináris jogi központként működik, és az Alkotmánytanács égisze alatt kutatóközpontként működik.
Az Intézet kutatásait és egyéb tevékenységeit országszerte rangos jogi karok támogatták. Emellett az Intézet konferenciákat, szimpóziumokat és fórumokat szervez az alkotmányos és közjog témájában a jogállamiság és az alkotmányos értékek, elvek és jogok előmozdítására irányuló folyamatos erőfeszítéseinek részeként.
A kutatóközpont elsődleges feladata a kutatás, a Tanács érveinek magyarázata, valamint a parlamenti döntésekkel és egyéb határozatokkal kapcsolatos álláspontjának alátámasztása. Az intézet jogi megközelítéseket kínál a Tanács számára az esetleges kihívásokra. Az Alkotmány cikkeinek bővítésével a kutatóközpont segít javítani a Tanács munkáját és hatékonyságát

## A Tanács funkciói
Az Iszlám Köztársaság alkotmánya három mandátumot ad a tanácsnak:
a) vétójog a parlament (Majlis) által elfogadott jogszabályok felett; b) a választások felügyelete; és c) a helyi, parlamenti, elnöki vagy szakértői gyűlési választásokon indulni kívánó jelöltek jóváhagyása vagy kizárása.
Az iráni alkotmány előírja, hogy a tanács hat iszlám faqihból (iszlám jogszakértőből) álljon, akik „tudatában vannak a jelenlegi szükségleteknek és a nap aktuális kérdéseinek”, és hat jogászból, akik „a jog különböző területeire szakosodtak, és akiket a Majlis (az iráni parlament) választ meg a főbíró által jelölt muszlim jogászok közül” (akit viszont szintén a főbíró nevez ki). (akit szintén a legfelsö vezetö nevez ki).
A Tanács központi szerepet játszott az iszlám értékek iráni jogban való értelmezésének ellenőrzésében a következő módokon:
- A potenciális jelöltek átvilágításának részeként, amelynek célja annak meghatározása, hogy kik indulhatnak és kik nem indulhatnak országos tisztségért,[11] eltiltotta a nyugatos-liberális reformpárti jelölteket – beleértve a legismertebb jelölteket is – a hivatalért való indulástól;
- Megvétózza a nép által megválasztott Majlis (parliament) által elfogadott törvényeket, hogyha azok ellentétben állnak az iszlám elvekkel (hasonlóan egy európai alkotmány bírósághoz)[12]
- Növelte az Iszlám Forradalmi Gárda (az iráni hadseregtől elkülönülő ideológiai harci erő) befolyását az ország gazdasági és kulturális életére (hasonlóan a politikai tisztekhez, megakadályozandó egy esetleges liberális katonai puccsot).[13]

Amikor kihirdették a 2009-es elnökválasztást, a népszerű volt elnök, Mohammad Khatami nem volt hajlandó megvitatni Mahmúd Ahmadinezsád ellenes terveit, mivel a Tanács esetleg kizárta volna Khatamit, ahogyan más reformisták jelöltjeit is, azon az alapon, hogy nem eléggé elkötelezettek az iszlám értékek iránt.
Voltak olyan esetek is, amikor az Alkotmánytanács Khamenei utasítására visszavonta bizonyos személyekre vonatkozó tilalmát.
Az Őrök Tanácsa döntéshozatalának "átláthatóságának hiánya" aláásta a tanács legitimitását a liberális irániak és a nyugati liberális világ szemében.

## Törvényhozási funkciók
A Majlisnak (parliamentnek) nincs jogi státusza az Alkotmánytanács (Őrök Tanácsa) nélkül. A Majlis által elfogadott bármely törvényjavaslatot az Alkotmánytanácsnak kell felülvizsgálnia és jóváhagynia. hogy törvényerőre emelkedjen.
Az alkotmány 96. cikkelye szerint az Alkotmánytanács abszolút vétójoggal rendelkezik a Majlis által jóváhagyott összes jogszabály felett. Két okból semmissé tehet egy törvényt: az iszlám törvényekkel ellentétes, vagy az alkotmánnyal ellentétes. Míg az összes tag szavaz arról, hogy a törvények összeegyeztethetők-e az alkotmánnyal, csak a hat klerikus szavaz arról, hogy azok összeegyeztethetők-e az iszlámmal.
Ha egy törvényt elutasítanak, azt visszaküldik a Majlishoz javításra. Ha a Majlis és az Őrök Tanácsa nem tud megegyezni egy ügyben, az a Célszerűségi Tanácshoz kerül döntéshozatalra.
Az Alkotmánytanács egyedülálló módon részt vesz a törvényhozási folyamatban, egyenlő felügyelettel bír a gazdasági jog és a szociálpolitika terén, beleértve az olyan vitatott témákat is, mint az abortusz. Az Alkotmány 6. fejezete ismerteti az Iszlám Konzultatív Gyűléssel való együttműködését. A 91–97. cikkek mind a törvényhozói 6. fejezetbe tartoznak.

## Igazságügyi hatóság
A Örök tanácsa hasonlóan működik, mint egy nyugati alkotmánybíróság. Az alkotmány értelmezésének joga a Tanácsot illeti meg. Az értelmező döntésekhez háromnegyedes többség szükséges. A Tanács nem tart általános bírósági tárgyalást, ahol az ellentétes felek érvelnek.

## Választási hatóság
1991 óta minden parlamenti vagy elnökválasztási jelöltnek, valamint a Szakértői Gyűlés jelöltjeinek az Alkotmánytanácsnak kell minősítenie magát ahhoz, hogy indulhasson a választáson. A nagyobb választásokon jellemzően a legtöbb jelöltet kizárják, ahogy az a 2009-es választásokon is látható volt, ahol a 476 férfi és nő közül, akik az Alkotmánytanácshoz jelentkeztek az elnöki posztért, csak négyet hagytak jóvá.
A Tanács „választási felügyeletet” kap. Az Alkotmánytanács az iráni alkotmány 99. cikkében szereplő felügyelet kifejezést „jóváhagyási felügyeletként” (perzsa: نظارت استصوابی, naẓārat-e istiṣwābī) értelmezi, ami magában foglalja a választások törvényességének és a jelöltek alkalmasságának elfogadásának vagy elutasításának jogát. Ez az értelmezés ellentétben áll az „értesítési felügyelet” (perzsa: نظارت استطلاعی, naẓārat-e istitlā‘ī) fogalmával, amely nem foglalja magában az említett jóváhagyási jogot. A „bizonyítási felügyelet” (perzsa: نظارت استنادی, naẓārat-e istinādī), amely bizonyítékokat követel meg a választások törvényességének és a jelöltek alkalmasságának elfogadására vagy elutasítására, az említett cikk egy másik értelmezése.

### Szerepe a 2009-es választásokon
2009. június 29-én az Örök Tanácsa hitelesítette a nyugati nagyhatalmak által vitatott választások eredményeit, amelyeken Mahmúd Ahmadinezsád elnököt választották meg. A Tanács befejezte az összes szavazat 10 százalékának újraszámlálását, hogy megnyugtassa Irán polgárait. A „választás végső hatóságaként” a Tanács lezártnak nyilvánította a választást. Az eredmények hitelesítése tiltakozási hullámot indított el, figyelmen kívül hagyva az iráni kormány utcai tüntetésekre vonatkozó tilalmát.

## Összetétele
A Tanács iszlám klerikusokból és jogászokból áll. A tagság szakaszos, hatéves ciklusokra szól: a tagság fele háromévente változik.
A legfelsőbb vezető (Irán államfője) közvetlenül nevezi ki a hat klerikust, és tetszés szerint felmentheti őket. Irán igazságszolgáltatási rendszerének vezetője hat jogászt jelöl a Majlis megerősítésére.
2021. március 13-án az Iráni Alkotmánytanács (Az Örök Tanácsa) hivatalosan elindította angol nyelvű szolgáltatását. Az angol nyelvű weboldalt az Alkotmánytanács szóvivője, Abbas-Ali Kadkhodaei havi sajtótájékoztatóján avatták fel Teheránban. A https://www.shora-gc.ir/en weboldal öt fő részből áll: Hírek, Multimédia, Tagok, Jogalkotás és az Alkotmány.

## Fordítás
Ez a szócikk részben vagy egészben  a   Guardian Council című angol Wikipédia-szócikk ezen változatának fordításán alapul.  Az eredeti cikk szerkesztőit annak laptörténete sorolja fel. Ez a jelzés csupán a megfogalmazás eredetét és a szerzői jogokat jelzi, nem szolgál a cikkben szereplő információk forrásmegjelöléseként.